# Herk-de-Stad
Herk-de-Stad là một đô thị ở tỉnh Limburg. Tại thời điểm ngày 1 tháng 1 năm 2006, Herk-de-Stad có tổng dân số 11.795 người. Tổng diện tích là 42,83 km² với mật độ dân số 275 người trên mỗi km².

## Người dân nổi tiếng
- Virginie Claes, Miss Belgium 2006
- Annemie Coenen, ca sĩ của Ian Van Dahl